# Blue Waters FC

Kuisebmund-Stadion, Heimstadion der Blue Waters

Der Blue Waters Football Club ist ein 1936 gegründeter namibischer Fußballverein aus Walvis Bay. Vereinsstadion ist das Kuisebmund-Stadion. Hauptsponsor war ab 2010 über viele Jahre Langer Heinrich Uranium (LHU).

## Erfolge
- Namibischer Fußballmeister: 1988, 1996, 2000, 2004
- Namibischer Pokalsieger: 1994

Der Aufstieg zurück in die Namibia Premier League gelang in der Saison 2008/09.

### Internationale Teilnahmen
- CAF Champions League: 1997, 2005 Vorrunde
- CAF Cup: 1996 1. Runde